# Brenna (Polen)

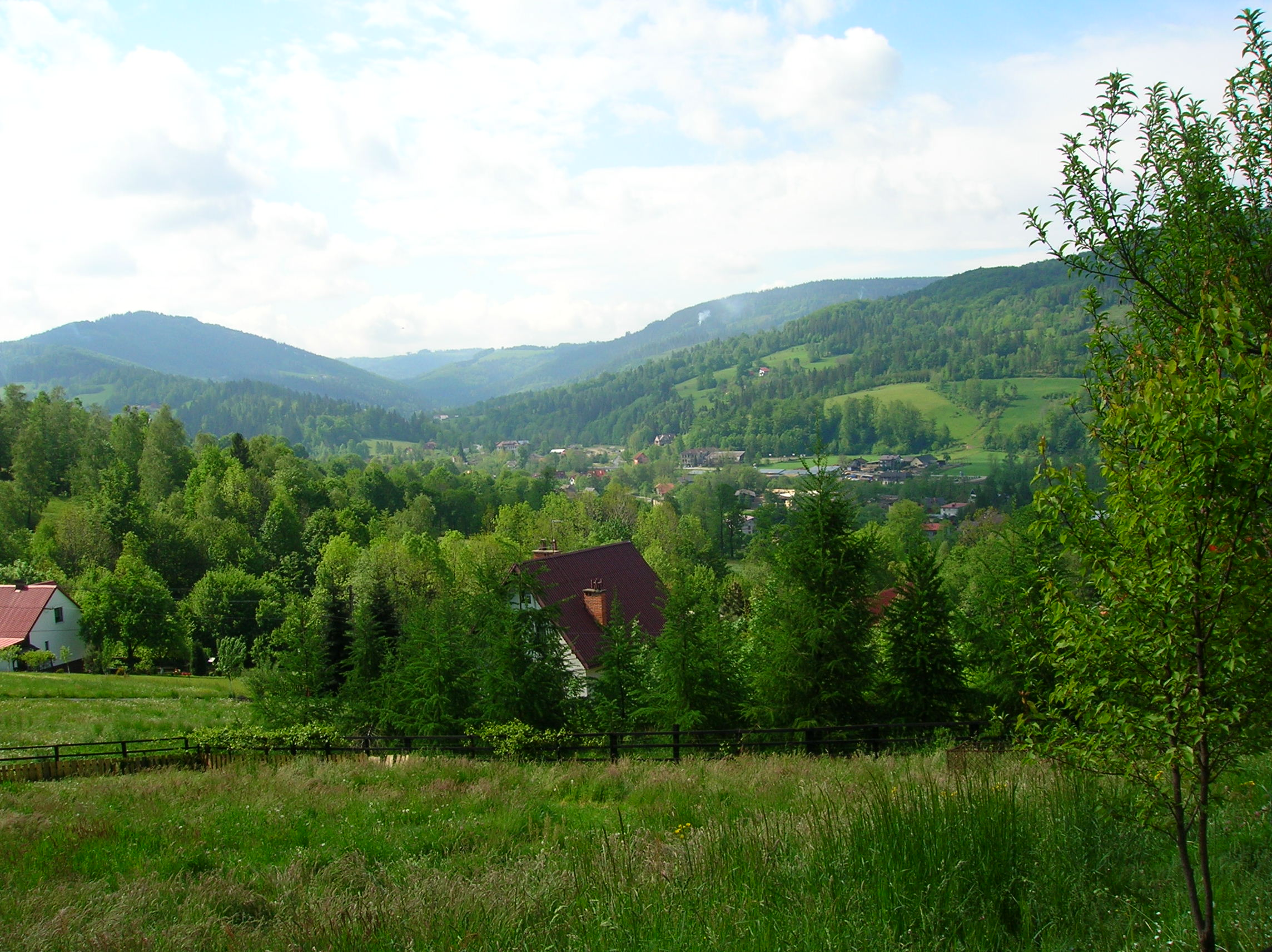
Ortspanorama

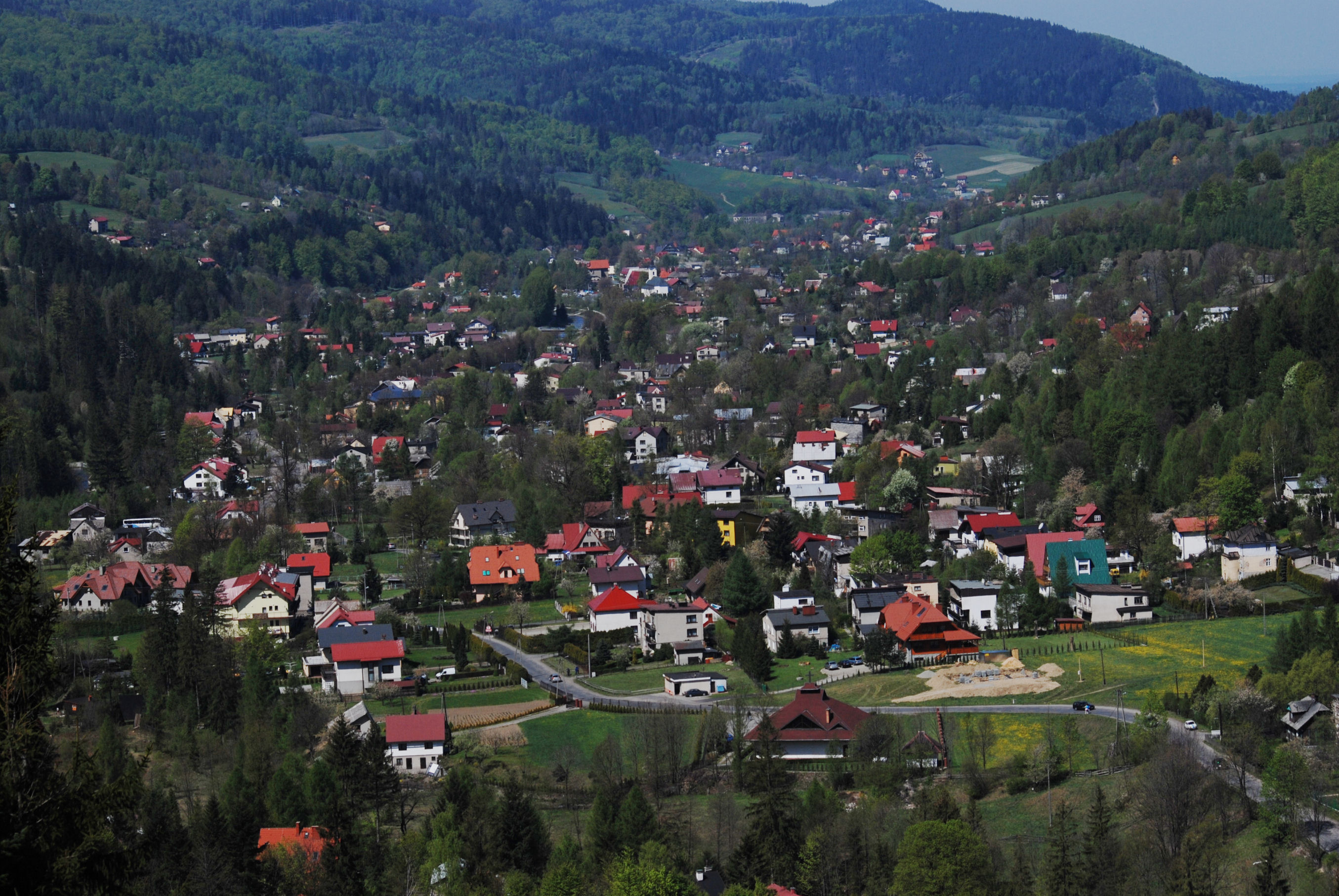
Blick über Brenna

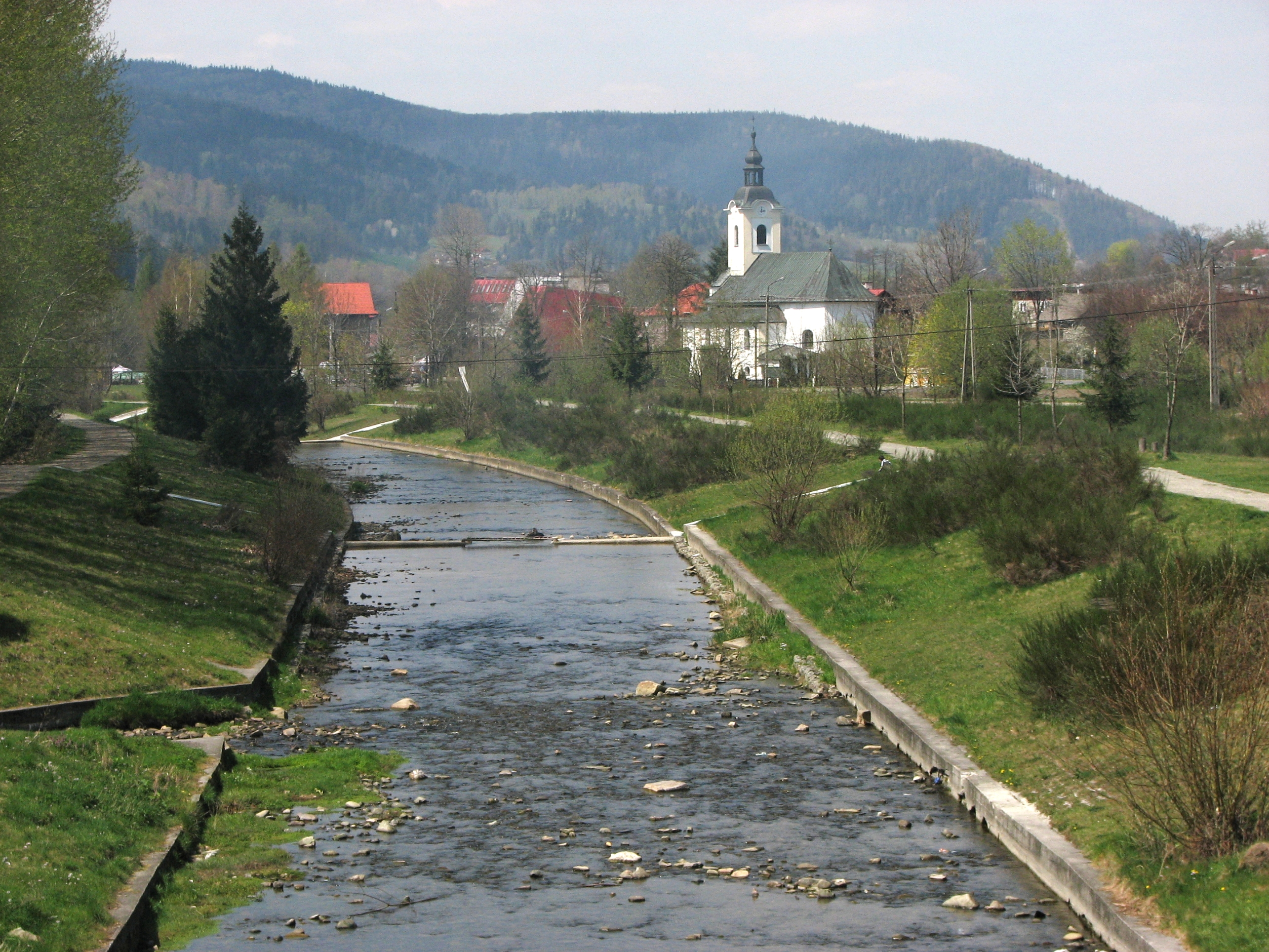
Ortskern

Brenna (früher auch Brinna, örtlich Brynno) ist ein Dorf im Powiat Cieszyński in der Woiwodschaft Schlesien in Polen. Es ist Sitz der gleichnamigen Landgemeinde mit 11.373 Einwohnern (Stand 31. Dezember 2020).

## Geographie

### Lage
Brenna liegt in den Schlesischen Beskiden am rechten Weichsel-Zufluss Brennica etwa 15 km südwestlich von Bielsko-Biała und 60 km südlich von Katowice im Kreis Teschen.

### Ortsteile
Die einzelnen Dorfteile haben folgende Namen:
- Brenna Węgierski
- Brenna Lachy
- Brenna Bukowa
- Nad Potokiem
- Chrobaczy
- Brenna Hołcyna
- Brenna Centrum
- Brenna Leśnica
- Brenna Pinkas
- Brenna Spalona

### Berge
Nordöstlich erstreckt sich der Bergrücken Błatnia (917 m) – Stołów (1035 m) – Trzy Kopce (1082 m) und östlich anschließend mit Przełęcz Karkoszczonka (729 m) – Beskid Węgierski (929 m) – Przełęcz Salmopolska (934 m). Der höchste Punkt des Orts ist der Gipfel des Trzy Kopce mit 1082 m.

## Geschichte
Brenna liegt im Teschener Schlesien.
Die erste schriftliche Erwähnung ([s polowice/z] Brennej, von Brenna) von Brenna stammt aus dem Jahr 1490. Der topographische Ortsname stammt aus dem Wort breń (der Schlamm, der Ton, der Sumpf). Es war wahrscheinlich die älteste Walachensiedlung (siehe Goralen) im Herzogtum Teschen. Das Herzogtum bestand ab 1290 in der Zeit polnischen Partikularismus. Seit 1327 bestand die Lehensherrschaft des Königreichs Böhmen, seit 1526 gehörte es zur Habsburgermonarchie.
Nach der Aufhebung der Patrimonialherrschaften wurde es ab 1850 eine Gemeinde im Österreichisch-Schlesien, Bezirk Bielitz, Gerichtsbezirk Skotschau. In den Jahren 1880–1910 hatte das Dorf etwa 2970 Einwohner, es waren überwiegend Polnischsprachige (zwischen 97,7 % und 99,4 %), 2,1 % waren Deutschsprachige (1880) und 0,8 % (1910) Tschechischsprachige. Im Jahre 1910 85,1 % waren Römisch-katholisch, 14,1 % Evangelisch, 0,8 % Juden.
1920, nach dem Zusammenbruch der k.u.k. Monarchie und des Polnisch-Tschechoslowakischen Grenzkriegs kam Brenna zu Polen. Unterbrochen wurde dies nur durch die Besetzung Polens durch die Wehrmacht im Zweiten Weltkrieg.
Von 1975 bis 1998 gehörte Brenna zur Woiwodschaft Bielsko-Biała.

## Gemeinde
Zur Landgemeinde (gmina wiejska) Brenna mit einer Fläche von 95,54 km² gehören das Dorf selbst und die beiden Dörfer Górki Wielkie und Górki Małe. Die Gemeinde gehört zu Euroregion Śląsk Cieszyński.

## Sehenswürdigkeiten
- Die Katholische Pfarrkirche St. Johannes Baptist (Kościół pw. św. Jana Chrzciciela) wurde 1793–96 gebaut und mehrfach renoviert. Sie hat einen klassizistischen Hauptaltar und einen barocken Taufstein, auf dessen Deckel sich eine – die Taufe Christi darstellende – Gruppe befindet.

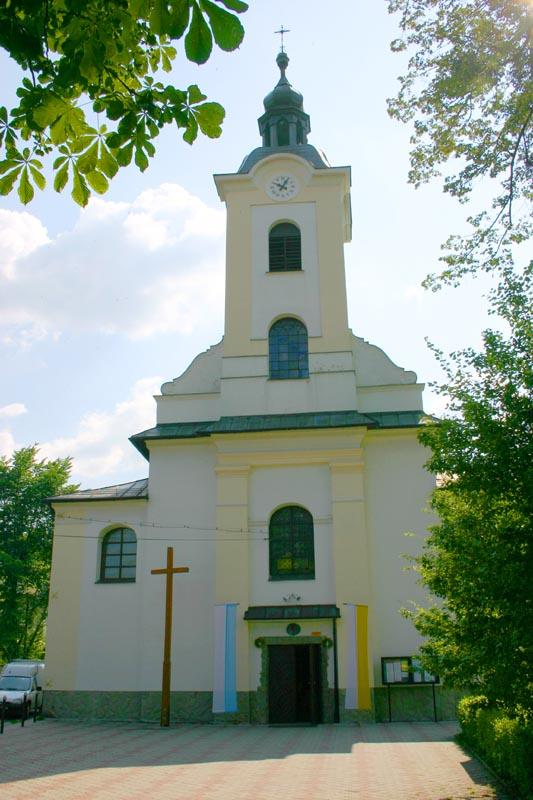
St. Johannes Baptist
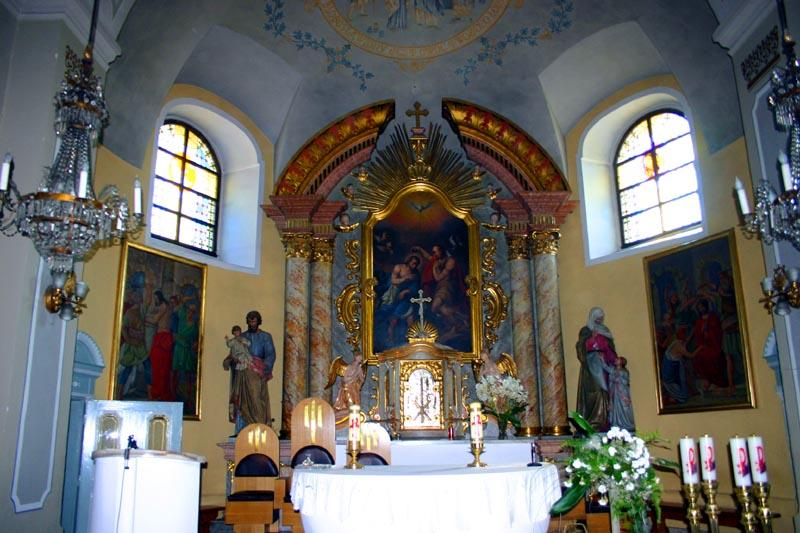
Der Hauptaltar
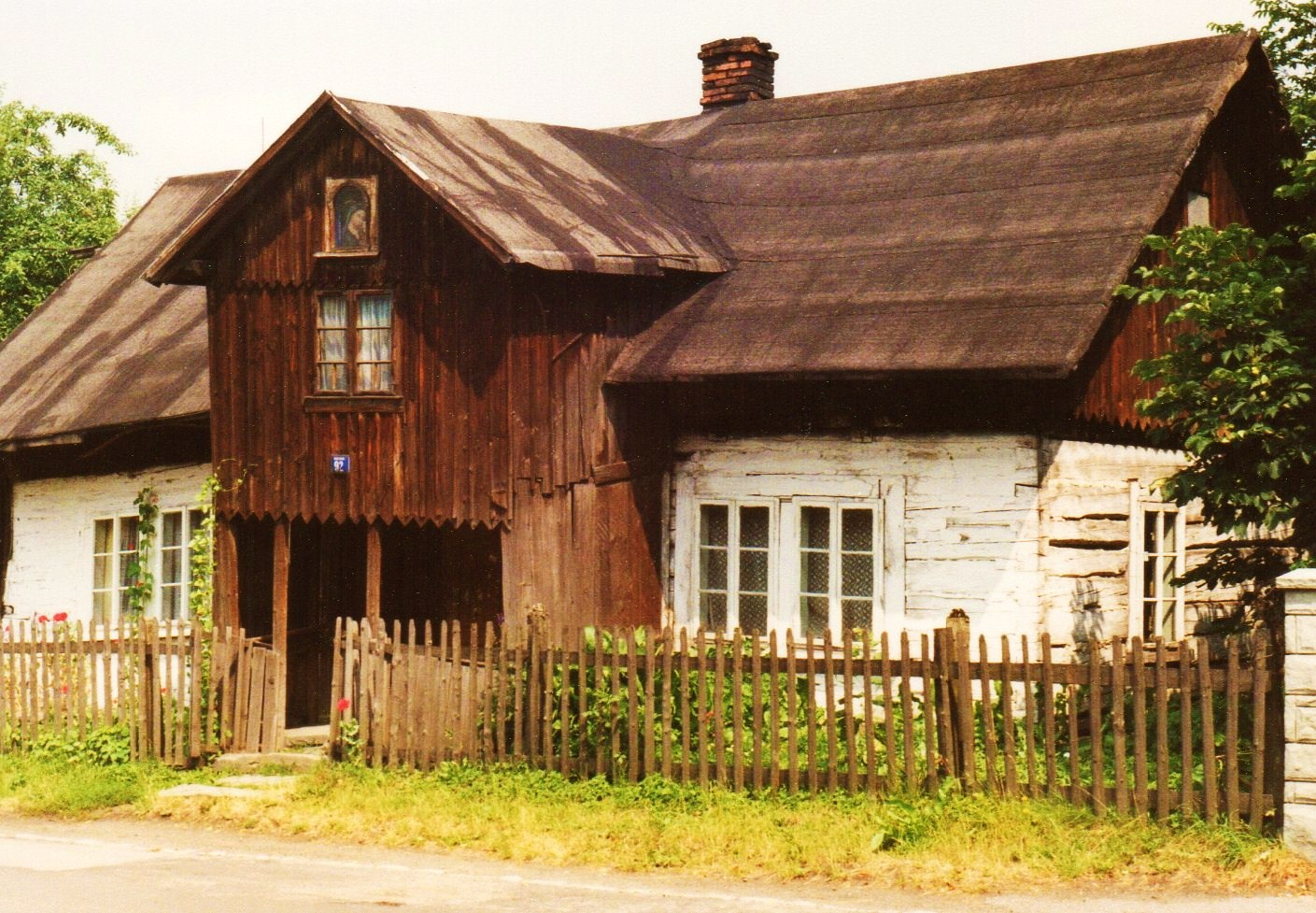
Altes Bauernhaus

- Die Bauernhäuser (Chałupy) sind oft Blockbauten auf Steinsockel.[7]

## Panorama

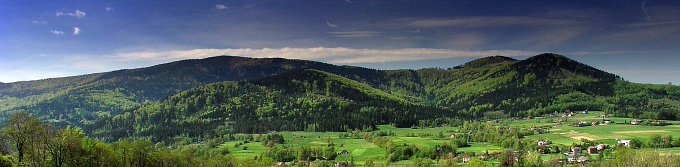
Panorama der Schlesischen Beskiden in Brenna

## Töchter und Söhne des Orts
- Seweryn Kohut (* 1976), Radrennfahrer.